# Enid Bennett
Enid Eulalie Bennett (York, 15 luglio 1893 – Malibù, 14 maggio 1969) è stata un'attrice australiana che emigrò negli Stati Uniti d'America, andando a lavorare a Hollywood.
Si sposò due volte: la prima con Fred Niblo, la seconda con Sidney Franklin. Ambedue i mariti erano due quotati registi.

## Biografia
Nata in Australia - con due sorelle, Catherine e Marjorie anche loro attrici - iniziò la sua carriera in teatro a Sydney. Raggiunta una certa fama, decise di andare alla conquista di Broadway ma, questa volta, senza successo. Impiegò parecchio tempo prima di ottenere una scrittura. Finalmente, trovò lavoro nella commedia Cock of the Walk. Qui, venne notata dal produttore cinematografico Thomas H. Ince che la portò a Hollywood, mettendola sotto contratto.

## Vita privata
Il matrimonio con Fred Niblo venne celebrato il 2 marzo 1918. Da quell'unione nacquero tre figli, Louis, Peter e Judith. Il regista morì l'11 novembre 1948, lasciandola vedova. Il 20 giugno 1963, Enid Bennett si risposò con Sidney Franklin. Il matrimonio durò fino alla morte dell'attrice, il 14 maggio 1969.
Venne sepolta al Forest Lawn Memorial Park di Glendale.

## Filmografia
- Get-Rich-Quick Wallingford, regia di Fred Niblo (1916)
- Officer 666, regia di Fred Niblo (1916)
- The Aryan, regia di Reginald Barker, William S. Hart e Clifford Smith (1916)
- Princess of the Dark, regia di Charles Miller (1917)
- The Little Brother, regia di Charles Miller (1917)
- Happiness, regia di Reginald Barker (1917)
- The Girl, Glory, regia di Roy William Neill (1917)
- The Mother Instinct, regia di Lambert Hillyer e Roy William Neill (1917)
- The Keys of the Righteous, regia di Jerome Storm (1918)
- Naughty, Naughty!, regia di Jerome Storm (1918)
- The Biggest Show on Earth, regia di Jerome Storm (1918)
- A Desert Wooing, regia di Jerome Storm (1918)
- The Vamp, regia di Jerome Storm (1918)
- They're Off, regia di Roy William Neill (1918)
- The Marriage Ring, regia di Fred Niblo (1918)
- Coals of Fire, regia di Victor Schertzinger (1918)
- When Do We Eat?, regia di Fred Niblo (1918)
- Fuss and Feathers, regia di Fred Niblo (1918)
- Happy Though Married, regia di Fred Niblo (1919)
- Partners Three, regia di Fred Niblo (1919)
- The Law of Men, regia di Fred Niblo (1919)
- The Haunted Bedroom, regia di Fred Niblo (1919)
- The Virtuous Thief, regia di Fred Niblo (1919)
- Stepping Out, regia di Fred Niblo (1919)
- What Every Woman Learns, regia di Fred Niblo (1919)
- The Woman in the Suitcase, regia di Fred Niblo (1920)
- The False Road, regia di Fred Niblo (1920)
- Hairpins, regia di Fred Niblo (1920)
- Her Husband's Friend, regia di Fred Niblo (1920)
- Silk Hosiery, regia di Fred Niblo (1920)
- Keeping Up with Lizzie, regia di Lloyd Ingraham (1921)
- The Bootlegger's Daughter, regia di Victor Schertzinger (1922)
- Robin Hood, regia di Allan Dwan (1922)
- Scandalous Tongues, regia di Victor Schertzinger (1922)
- Your Friend and Mine, regia di Clarence G. Badger (1923)
- Strangers of the Night, regia di Fred Niblo (1923)
- The Bad Man, regia di Edwin Carewe (1923)
- The Courtship of Myles Standish
- A Fool's Awakening, regia di Harold M. Shaw (1924)
- The Sea Hawk, regia di Frank Lloyd (1924)
- The Red Lily, regia di Fred Niblo (1924)
- A Woman's Heart, regia di Phil Rosen (1926)
- The Wrong Mr. Wright, regia di Scott Sidney (1927)
- The Flag: A Story Inspired by the Tradition of Betsy Ross, regia di Arthur Maude (1927)
- Good Medicine
- Skippy, regia di Norman Taurog (1931)
- La donna che non si deve amare (Waterloo Bridge), regia di James Whale (1931)
- Sooky
- Intermezzo (Intermezzo: A Love Story), regia di Gregory Ratoff (1939)
- Meet Dr. Christian, regia di Bernard Vorhaus (1939)
- Musica indiavolata (Strike Up the Band), regia di Busby Berkeley (1940)
- Il bazar delle follie (The Big Store), regia di Charles Reisner (1941)

## Spettacoli teatrali
- Cock o' the Walk di Henry Arthur Jones (Broadway, 27 dicembre 1915)